# Divine Insanity
Albums de Lovex
Pretend or Surrender
(2008)
Singles
Divine Insanity est le premier album sorti par le groupe de Rock finlandais Lovex. Il est sorti le 1er mars 2006 sous le Label EMI en Finlande et au Japon et sous Gun Records. Les chansons mises en avant dans cet album sont Bleeding et Guardian Angel. Ce dernier single est sorti le 5 janvier 2007. Il devint un grand succès pour le groupe, notamment en Scandinavie. L'autre chanson qui eut un certain élan fut Bullet for the Pain.

## Pistes de l'album
1. Bullet for the Pain - 3:31
2. Guardian Angel - 3:54
3. Oh How the Mighty Fall" - 3:26
4. Remorse - 4:36
5. Bleeding - 3:46
6. Wounds - 3:54
7. Die a Little More - 3:25
8. On the Sidelines - 4:10
9. Halfway - 4:03
10. Divine Insanity - 3:59
11. Sleeptight - 1:49

### Pistes bonus dans les éditions spéciales
1. Shout - 3:58
2. Heart of Stone (demo 2004) - 4:56
3. Guardian Angel (demo 2004) - 3:57
4. Yours - 5:07
5. Runaway (live) (Chanson reprise de Bon Jovi) - 4:05
6. Die a Little More (live) - 3:28
7. Bullet for the Pain (live) - 3:42
8. Bullet for the Pain (video)"
9. Guardian Angel (video)

Remarque: Les chansons Live ont été enregistrées à Espoo en Finlande le 9 juillet 2006.

### Pistes bonus dans l'édition internationale
1. "Anyone, Anymore - 3:00
2. "Shout - 3:58
3. "Yours - 5:07
Remarque: L'édition internationale de l'album contenant déjà ces pistes bonus, elle ne contient pas On the Sidelines et Sleeptigt.